# 狂热主义

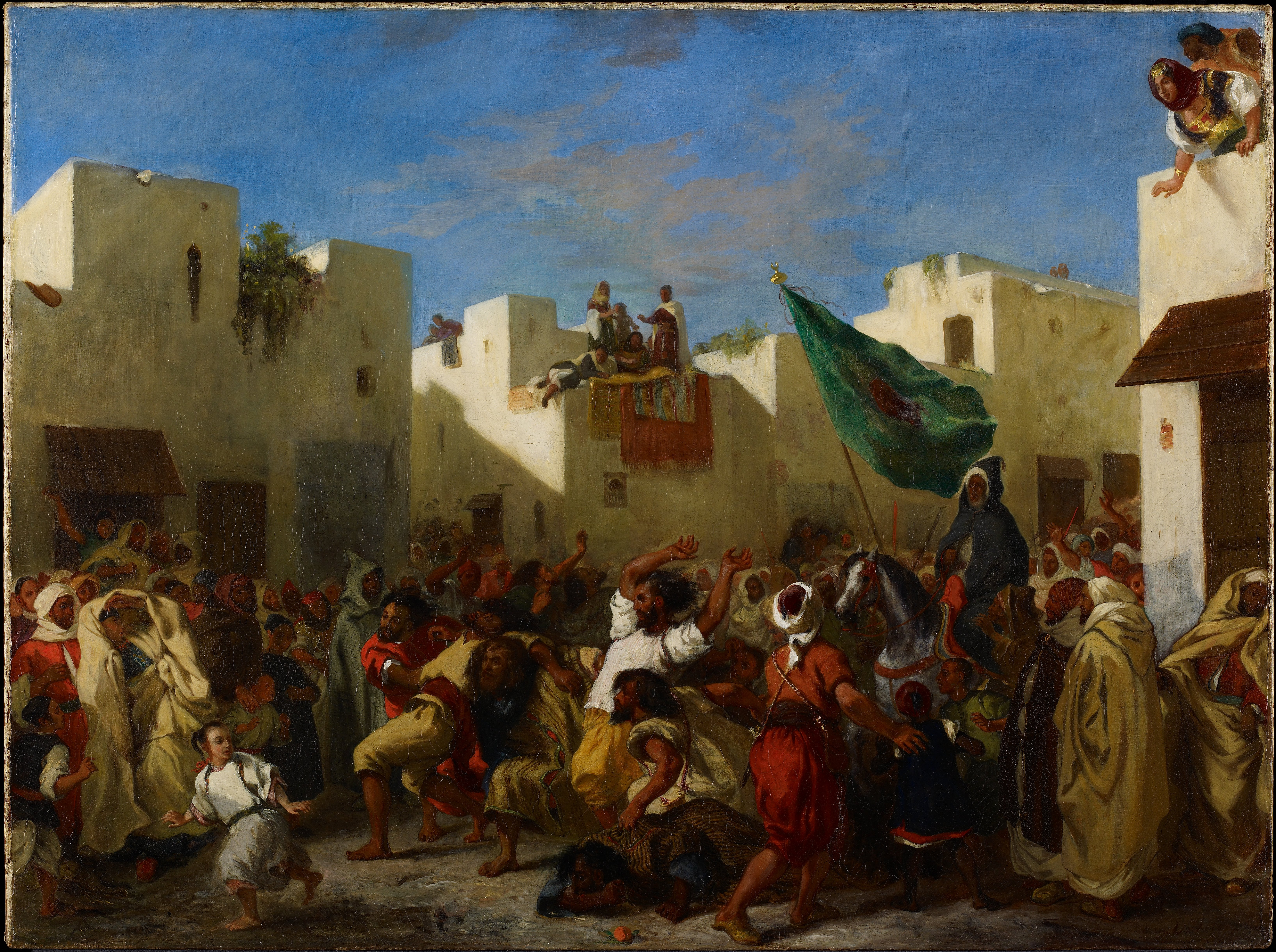
欧仁·德拉克罗瓦的《Tangier的狂热分子》，明尼阿波利斯美術館

狂热主义是一种不加批判且包含非分之想的而痴迷或强迫性热情的信仰或行为，哲学家乔治·桑塔亚那将狂热主义定义为“当你忘了你的目标时的加倍努力”狂热分子表现出非常严格的标准，不能容忍相反的想法或观点。
Tõnu Lehtsaar将狂热主义这个术语定义为以极端和激情的方式超越常态的追求或保护某些事物。宗教狂热主义的定义是盲目的信仰，对异议的迫害以及缺乏对现实的认知。
尼尔·波兹曼在他的《Crazy Talk, Stupid Talk》一书中指出：“所有狂热信仰的关键在于他们自我肯定......（某些信仰）是狂热的，不是因为它们是‘虚假的’，而是因为它们以这样一种方式表达它们永远不会被证明是虚假的。”
一个对某个特定主题热情高涨的粉丝的行为与狂热分子违反现行社會規範的狂热行为有所不同。虽然粉丝的行为可能会被判断为奇怪或古怪，但并不违反这些规范。狂热者与科妄不同之处在于科妄被定义为拥有一种观点远远偏离规范，显得荒谬或可能是错误的人，例如对地平說的信仰。相比之下，狂热者痴迷的对象可能是“正常的”，例如对宗教或政治的兴趣，除了他们对活动或事业的参与、投入或迷恋的程度与平均值相比不正常或不成比例。

## 类型
- 消费狂热 – 人们对特定人物，群体，趋势，艺术作品或想法的喜好程度
- 情绪狂热
- 族群或者种族至上主义（英语：racial supremacist）狂热
- 餘暇狂热 – 为特定的休闲活动展示出高度的热情
- 民族主义，爱国主义以及保守主义狂热
- 政治，意识形态狂热，神权政治，民主的教條式普世主義（dogmatic universalism of democracy）
- 宗教狂热 – 有些人[谁？]认为是极端的原教旨主义
  - 反宗教 - 有时被认为是宗教狂热的一部分[原創研究？]
- 体育运动狂热 – 围绕体育赛事的高度痴迷。例如足球流氓
- 娱乐八卦 - 青年人对一些演员或歌手的高度痴迷。

## 延伸阅读
- Haynal, A., Molnar, M. and de Puymege, G. Fanaticism. A Historical and Psychoanalytical Study. Schoken Books. New York, 1987
- Rudin, J.Fanaticism. A psychological Analysis. University of Notre Dame Press. London, 1969.
- Collins, Jack. "Real Times". University of Santa Barbara. California. 1993.
- Беляев, И.А. Религиозный фанатизм как иллюзорная компенсация недостаточности духовно-душевных составляющих целостного мироотношения （页面存档备份，存于） / И.А. Беляев // Вестник Челябинской государственной академии культуры и искусств. — 2011. — № 4 (28).— С. 68-71.